# Aleš Linhart
Aleš Linhart (* 3. dubna 1964 Praha) je český lékař, od roku 2005 přednosta II. interní kliniky kardiologie a angiologie Všeobecné fakultní nemocnice v Praze a předseda České kardiologické společnosti pro funkční období 2019–2023.

## Profesní život
Po absolutoriu Fakulty všeobecného lékařství Univerzity Karlovy v Praze v roce 1988 nastoupil na II. interní kliniku Všeobecné fakultní nemocnice. V roce 1992 atestoval z vnitřního lékařství, léta 1993–1996 strávil ve Francii, především v nemocnici Broussais v Paříži. Po návratu složil atestace z kardiologie (1996) a angiologie (2005). Věnuje se převážně neinvazivní kardiologii a zobrazovacím metodám, ve vědecké činnosti se zaměřuje na výzkum aterosklerózy, změn srdečního svalu a na vzácná metabolická onemocnění srdce. V roce 2001 obhájil habilitační práci a získal doktorát věd v oboru vnitřního lékařství. V roce 2004 byl jmenován profesorem vnitřního lékařství. Spolu s Michaelem Ashermannem se zasadil o transformaci obecně zaměřené II. interní kliniky VFN na specializované kardiovaskulární pracoviště a od roku 2005 stojí v jeho čele. Je dlouhodobě aktivní v České kardiologické společnosti (od roku 2019 jí předsedá) i v dalších odborných společnostech. Věnuje se také výuce studentů na 1. lékařské fakultě UK, kde v letech 2005–2012 zastával funkci proděkana pro zahraniční styky.
Je autorem či spoluautorem řady publikací o kardiologii a zobrazovacích metodách. Na Web of Science je registrováno přes 30 000 citací jeho prací.

## Osobní život
Je ženatý, má dceru a dva syny. Je spoluzakladatelem Veloklubu lékařů českých a portálu 6000 kroků propagujícího přínos chůze pro zdraví.